# Georges Le Mare
Pour l’article homonyme, voir Georges-Jean Lemare.
Georges Le Mare est un homme politique français né le 1er septembre 1848 à Coutances (Manche) et mort le 9 septembre 1904 à Bréville (Manche).
Magistrat, il termine sa carrière comme conseiller à la cour d'appel de Caen. Il est maire de Bréville, conseiller général du canton de Gavray et député de la Manche de 1894 à 1898 et de 1902 à 1904. Il siège au groupe des indépendants.

## Sources
- « Georges Le Mare », dans le Dictionnaire des parlementaires français (1889-1940), sous la direction de Jean Jolly, PUF, 1960 [détail de l’édition]